# Calixto Navarro
Calixto Clemente Navarro y Mediano (Zaragoza, 23 de noviembre de 1847 - Madrid, 2 de febrero de 1900) fue un comediógrafo español.

## Biografía
Nacido en Zaragoza, sus padres se trasladaron a Madrid cuando Navarro todavía tenía unos meses gracias a la buena marcha de sus negocios e inversiones. A Navarro no le fue bien en la escuela, pero su interés por la literatura le llevó a organizar con sus amigos una compañía de teatro que realizaba representaciones a las familias de sus compañeros de clase. A los 14 años escribió El pintor José Ribera y El monarca y el abad, que no tuvieron trascendencia más allá de su sociedad de teatro.
Tras un estreno poco afortunado en el café Cervantes, su primera obra seria, El pueblo rey o ¡Viva España con honra! en 1869 en el Teatro del Fénix, en Madrid. La obra trataba el levantamiento de Prim, Serrano y Topete contra Isabel II. A partir de ese momento se convirtió en uno de los autores más prolíficos del siglo XIX, con cientos de obras escritas. Llegó a estrenas tres obras en un día, además de componer poesía y colaborar en los periódicos. Sus enemigos, ante tal aludo de obras, lo acusaron de comprar obras de autores jóvenes para presentarlas como propias. También colaboró con músicos famosos, como Fernández Caballero, Bretón o Valverde, en zarzuelas y otras obras líricas.
Navarro no cobraba en porcentaje de ingresos, sino que vendía las obras, lo que le permitió convertirse en empresario en los teatros Novedades, Recoletos, de la Comedia, Apolo y Eslava. En estos teatros representó obras como Salón Eslava (1879), que estuvo en cartel por más de 80 noches de forma ininterrumpida, Flamencomanía (1883), Madrid-Petit (1891) y La bayadera (1893). Esta última obra trabajaba el escándalo de La Bella Chiquita y fue uno de sus mayores éxitos.
Los gustos cambiaron en el siglo XX y su obra envejeció mal, por lo que apenas fue representada y posteriormente olivada. Navarro falleció en Madrid a los 52 años de un ataque de asma.

## Obra
Navarro escribió cerca de 300 obras. Entre las más destacadas se encuentran:
- Á gusto de todos
- Noche buena y noche mala
- Salón Eslava
- Zarandiga
- Antes y despues
- Tres yernos
- Las dos sortijas
- Mendoza y Compañia
- Un capricho
- Á la puerta del Suizo
- La cita, Magica blanca
- La bayadera (en colaboración con Navarro Gonzalvo)
- Gota serena
- Abril y mayo
- La barretina
- El grito de guerra
- Cosas del pueblo
- Nadar en seco
- Futuro imperfecto
- Héroes y verdugos